# Europees kampioenschap voetbal 2008 (Groep B) Oostenrijk - Kroatië
Dit artikel gaat over de wedstrijd in de groepsfase in groep B tussen Oostenrijk en Kroatië gespeeld op 8 juni 2008 tijdens het Europees kampioenschap voetbal 2008.

## Voorafgaand aan de wedstrijd
- Kroatië heeft voor de openingswedstrijd tegen Oostenrijk de basisopstelling al gegeven. Hierin zijn weinig verrassingen te ontdekken. Belangrijkste speler is Luka Modrić, zo maakte bondscoach Slaven Bilić bekend.[1]

## Wedstrijdgegevens

De basisopstellingen van beide landen.

| Datum                | 8 juni 2008                            | 8 juni 2008                            |
| Stadion              | Ernst Happelstadion, Wenen, Oostenrijk | Ernst Happelstadion, Wenen, Oostenrijk |
| Toeschouwers         | 53.000                                 | 53.000                                 |
| Scheidsrechter       | Pieter Vink                            | Pieter Vink                            |
| Assistenten          | Adriaan Inia Hans ten Hoove            | Adriaan Inia Hans ten Hoove            |
| Vierde man           | Kristinn Jakobsson                     | Kristinn Jakobsson                     |
| Vijfde man           | Dimitris Bozatzidis                    | Dimitris Bozatzidis                    |
| Man van de wedstrijd | Stipe Pletikosa                        | Stipe Pletikosa                        |
|                      | Oostenrijk                             | Kroatië                                |
| Doelpunten           | 0                                      | 1                                      |
| Gele kaarten         | 3                                      | 1                                      |
| Rode kaarten         | 0                                      | 0                                      |
| Wissels              | 3                                      | 3                                      |
| Schoten op doel      | 6                                      | 2                                      |
| Schoten naast doel   | 9                                      | 6                                      |
| Overtredingen        | 16                                     | 18                                     |
| Hoekschoppen         | 4                                      | 7                                      |
| Buitenspel           | 0                                      | 3                                      |
| Vrije trappen        | 21                                     | 16                                     |
| Strafschoppen        | 0                                      | 1                                      |
| Balbezit (tijd)      |                                        |                                        |
| Balbezit (%)         | 51                                     | 49                                     |

| Oostenrijk | 0 – 1           | Kroatië |
| | goals (assists) | 4' (pen.) Luka Modrić |
| Josef Hickersberger | bondscoach      | Slaven Bilić |
| Jürgen Macho Sebastian Prödl Martin Stranzl Emanuel Pogatetz Joachim Standfest René Aufhauser Andreas Ivanschitz Jürgen Säumel 61' Ronald Gërçaliu 69' Martin Harnik Roland Linz 73' | opstellingen    | Stipe Pletikosa Vedran Ćorluka Robert Kovač Josip Šimunić Danijel Pranjić Darijo Srna Niko Kovač Luka Modrić 61' Zlatko Kranjčar 83' Ivica Olić 72' Mladen Petrić |
| Ivica Vastić 61' Ümit Korkmaz 69' Roman Kienast 73' | wissels         | 83' Ognjen Vukojević 61' Dario Knežević 72' Igor Budan |
| Emanuel Pogatetz 3' Jürgen Säumel 21' Sebastian Prödl 68' | gele kaarten    | 51' Robert Kovač |
| | rode kaarten    | |

## Overzicht van wedstrijden
| Groepswedstrijden | | | |
| Groep A | Groep B | Groep C | Groep D |
| Zwitserland - Tsjechië Portugal - Turkije Tsjechië - Portugal Zwitserland - Turkije Zwitserland - Portugal Turkije - Tsjechië | Oostenrijk - Kroatië Duitsland - Polen Kroatië - Duitsland Oostenrijk - Polen Oostenrijk - Duitsland Polen - Kroatië | Roemenië - Frankrijk Nederland - Italië Italië - Roemenië Nederland - Frankrijk Nederland - Roemenië Frankrijk - Italië | Spanje - Rusland Griekenland - Zweden Zweden - Spanje Griekenland - Rusland Griekenland - Spanje Rusland - Zweden |
| Kwartfinales | | | |
| Portugal - Duitsland | Kroatië - Turkije | Nederland - Rusland | Spanje - Italië                                                                                                   |
| Halve finales | | | |
| Duitsland - Turkije | Duitsland - Turkije                                                                                                  | Rusland - Spanje | Rusland - Spanje                                                                                                  |
| Finale | | | |
| Duitsland - Spanje | | | |